# Timex

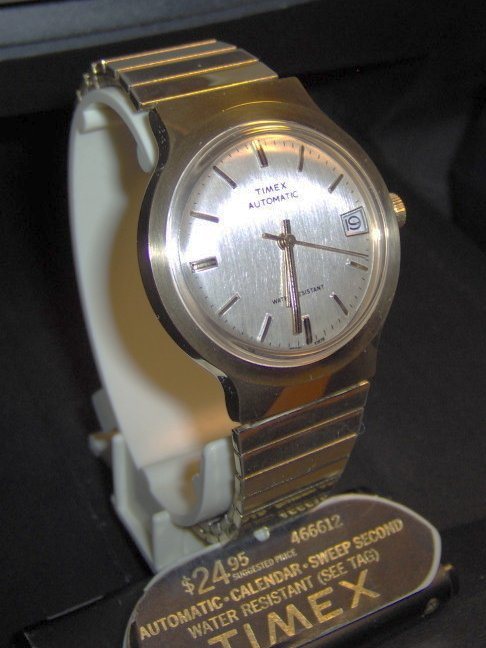
Relógio fabricado pela marca em 1978

Timex Group B.V. é um empresa norte-americana fabricante de relógios, bastante conhecida mundialmente. Sua sede, nos Estados Unidos, está localizada em Middlebury - Connecticut, e possui operações na China, Filipinas e Índia, além de escritórios comerciais no Canadá, Inglaterra, França e México.

## História da Companhia
A Timex vem crescendo e evoluindo há mais de 155 anos. O que começou com um pequeno fabricante de relógios em Waterbury, Connecticut, se transformou em uma das empresas mais inovadoras e dinâmicas do mundo.
Desde o início, o sucesso da marca Timex pode ser atribuído à sua principal meta: a inovação. Com a utilização de equipamentos de ponta, a Timex revolucionou o mundo da relojoaria e construiu uma marca destinada aos consumidores ligados em esportes e atividades ao ar livre.
Por meio de anúncios criativos que enalteciam o valor e a resistência dos relógios, a Timex tornou-se uma marca confiável perante o público, diretamente relacionada a design, durabilidade e excelente desempenho.
Quando os relógios Timex revolucionaram a indústria, há mais de meio século, o consumidor procurava relógios duráveis e com um design moderno, além de um preço acessível em relação ao valor dos conhecidos relógios suíços. Nos dias de hoje, o próprio tempo se tornou mais valioso do que qualquer outro bem ou serviço.
A marca americana começou a vender seus produtos no Brasil em 1994 e, a partir de julho de 1997, iniciou a montagem local em uma fábrica própria, instalada na Zona Franca de Manaus.
A Timex está distribuída em mais de 140 países em todo o mundo, com produção e montagem em fábricas localizadas na China, Índia e Filipinas, e mantém os escritórios de design e engenharia na Alemanha, Itália e Hong Kong.
No Brasil, desde fevereiro de 2012, o Grupo Technos é o fabricante e distribuidor oficial da marca, contando inclusive com uma loja oficial, a Timex Store (www.timexstore.com.br), o que reforça o compromisso da Timex com o mercado, por meio de uma parceria com a maior fabricante de relógios da América Latina.

## Números relativo à empresa
Em 2006 possuía 5.500 empregados em quatro continentes.